# ホテルアイビス六本木

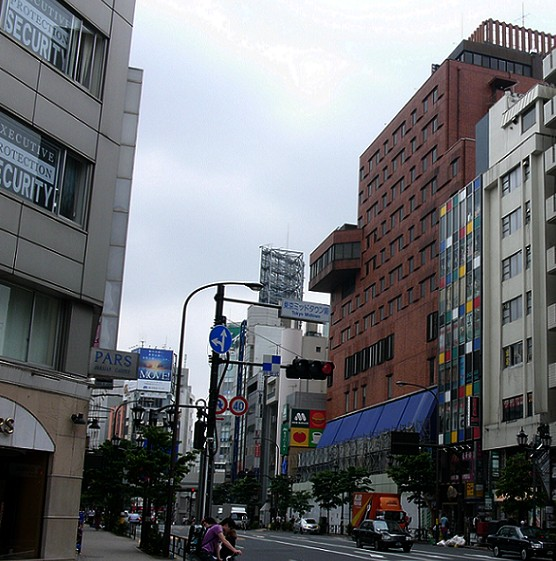
2014.6.21. The last of the Hotel Ibis Roppongi that demolition work begins.

ホテルアイビス六本木（HOTEL IBIS ROPPONGI）は、1976年（昭和51年）9月4日から2014年（平成26年）1月1日までの約37年間、東京都港区六本木七丁目14番地、六本木交差点から徒歩1分、青山1丁目へ向かう外苑東通り左側歩道に面して存在したシティホテルである。
ホテル営業施設はアイビス共同ビルの5階から最上階までの9フロアー、運営は株式会社アイビスであった。

## 概要
1976年（昭和51年）9月4日、ホテルアイビスを中心としたアイビス共同ビルはヨーロッパ調デザインとして「レンガと花と緑」をコンセプトに開業。地上13階・地下2階、鉄骨・鉄筋コンクリート造. 建築延床面積12,500m2。エレベーター4基・エスカレーター6基が設置されていた。
その後、金子鶴一が代表に、金子済永が副代表に就任した際には内装の大規模なリノベーションが適宜行われた。これによりアイビス共同ビルは最盛期を迎えた。
2013年11月時点で、客室は6F - 12F 182室。スイートルーム1室を完備。共立施設として株式会社アイビス直営として1Fにカフェレストラン「ラ・パンセ」、3,4Fに個室レストラン カラオケルーム「ラブネット」、4Fに各種プランに応じるボールルームの「アイビスホール」、13Fにイタリア料理リストランテ「サバティーニ ローマ」、1Fにゲームセンターの「六本木ボルテックス」があり、他社の経営として5Fに「エスカイヤクラブ」、、1Fにコンビニエンスストアのデイリーヤマザキ、とんかつ屋のかつや、寿司屋のおつな寿司、スタンドバー「ルプ」、になっていた。1Fの裏通りに面しては平面駐車とタワー駐車 合計30台収容（有料）があった。
2014年（平成26年）1月1日に閉業。
2014年1月10日午前9時、アイビス共同ビル1Fの管理本部室前ロビーで、ケネディクスへ「デイリーヤマザキ」「おつな寿司」を除く全館の鍵が引き渡された。「デイリーヤマザキ」は1月31日に営業を終了、「おつな寿司」は彼岸明けをもって仮店舗に移転し「レム六本木」の開業にあわせるべく営業を継続した。また深廣寺も住居部の改築のため、彼岸明けに仮住居への引越しを完了した。
2014年3月31日、数名の部下と共に2014年1月10日付けでアイビスを退職し、ケネディクスの依頼を受けて引き続きアイビス共同ビル統括防火・防災管理者兼管理本部の業務に任じていた太田寛道から解体業者へ全館の鍵が引き渡された。
跡地は阪急阪神ホテルズが運営する「レム六本木」が2017年3月30日に開業した。

## 沿革
- 1973年2月 立原ビル4階にホテルアイビス設立準備委員会を発足。メンバーは保阪惠義(ホテルアイビス発案者、元 双葉専務)、太田寛治(自由民主党 (日本)田中栄一衆議院議員選対遊説部長・東龍太郎都知事選対遊説部長・鮎川金次郎参議院議員選対遊説部長及び秘書・塚本商事(京橋)不動産部々長を経て博栄商事不動産部次長(代表 児玉博隆 )・三立物産不動産部(代表 児玉義昭)・東京スポーツ新聞社企画室次長(博栄商事・三立物産不動産部部長および東京スポーツ新聞社企画室室長は日吉修二))、勝部潤(元 興人人事部長、元中高層ビル開発代表)、吉田順三朗(元 中高層ビル開発取締役業務部長)、堀内正教(元 万平ホテル社長秘書)、太田寛道(元 ヤマハ発動機名古屋支店)。
- 1973年3月26日 株式会社アイビス創立調印式が当時千鳥ヶ淵に存在したフェアモントホテルでおこなわれた。出席調印者は保阪惠義、小坂武雄(ホテルオークラ代表)、城戸久(日本中小企業政治連盟 通称=中政連)、津曲穏雄(日本不動産銀行(日本債券信用銀行)常務・日本地所代表（日本不動産銀行の実質的な子会社）)、牧瀬時彦、村井兵部、勝部潤。
- 1976年9月4日 ホテルアイビス六本木 開業。総支配人は石黒健司(元 パレスホテル東京)、支配人は中根正樹(元 フェアモントホテル)、副支配人に杉崎肇(元 フェアモントホテル)、副支配人兼セールスマネージャーに関根武之(元 日本地所)、フロント兼レセプション デスクに四方洋(元 日本地所)、客室保全 チーフマネジャーに竹内三博(元フェアモントホテル)、電話交換手主任に竹内洋子（元帝国ホテル）、スカイレストラン「トップオブザロッポンギ」ホールマネジャーは村瀬進（元 ヒルトンホテルハワイ）、ホールピアノ&エレクトーン演奏に保阪恭子、バーラウンジ マネジャーに山田登美子（元 パレスホテル東京）、ホテル顧問に大久保定二(元 フェアモントホテル)、代表は津曲穏雄(元 日本不動産銀行)、専務に楠本猛(元 日本不動産銀行)、常務に保阪惠義(ホテルアイビス発案者)、取締役総務部長に百武弘(元 日本開発銀行)、総務部次長に玉井有太郎(元 日本地所)の陣容であった。
- 1987年 ホテル部分を改装し、室数を200室から182室に縮小。この頃から低層階についても運営方針を転換し、ブティック等を順次退店させエンタテインメント施設を充実させる方針となる[4]。
- 1992年9月 カフェレストラン「ラ・パンセ」 オープン、ゲームセンター「六本木GIGO」オープン[5]。
- 1992年11月 イタリア料理リストランテ「サバティーニ ローマ」 オープン、ピッツェリア& ジェラテリア「Zio」オープン
- 1998年4月 個室レストラン・カラオケルーム「LOVENET」 オープン
- 2014年1月1日 閉業。

## データ
- 施主=アイビス
- 設計統括管理=石本建築事務所
- 建物躯体・外装および駐車塔基礎=間組
- 内装設計=髙島屋装飾部
- 空調衛生設備=大気社
- 昇降機および駐車塔=日製産業
- 電気工事=共立電気
- 設備管理=丸誠
- 清掃・客室ベットメイク=日本地所ビルサービス

### 開業当時のアイビス共同ビルフロア構成
| 階       | 施設                                                                                                |
| -------- | --------------------------------------------------------------------------------------------------- |
| 13F      | スカイレストラン「トップオブザロッポンギ」、バーラウンジ                                            |
| 6F - 12F | ホテル客室 200室                                                                                    |
| 5F       | ホテルフロント、北京料理「頤和園」                                                                  |
| 4F       | International center（コーヒー店「ミワ」他軽食数店舗）                                              |
| 2F - 3F  | 高島屋サンローゼ ブティック街                                                                       |
| 1F       | 高島屋サンローゼ ブティック街、仏前結婚式場 深廣寺、「おつな寿司」、「不二家」、「Kishino bakery」  |
| B1F      | 和食街「おつな寿司」「稲ぎく」「新三浦」他、バー「クウィーンロゼ」.スタンドバー「もぐらのサルーテ」 |

## アクセス
- 鉄道
  - 東京メトロ日比谷線・都営地下鉄大江戸線六本木駅 徒歩1分

## テレビ放送
- 吉本興業と法人契約を結んでいるため、大阪を中心に活動するよしもとクリエイティブ・エージェンシー所属のお笑い芸人が頻繁に宿泊。それが縁で、2007年11月29日（一部地域を除く）に、『雨上がり決死隊のトーク番組アメトーーク!』（テレビ朝日系）にて「ホテルアイビス芸人」が放送された。
- テレビ局のロケや雑誌の取材などで、LOVENETが頻繁に利用された。